# Tomislav I

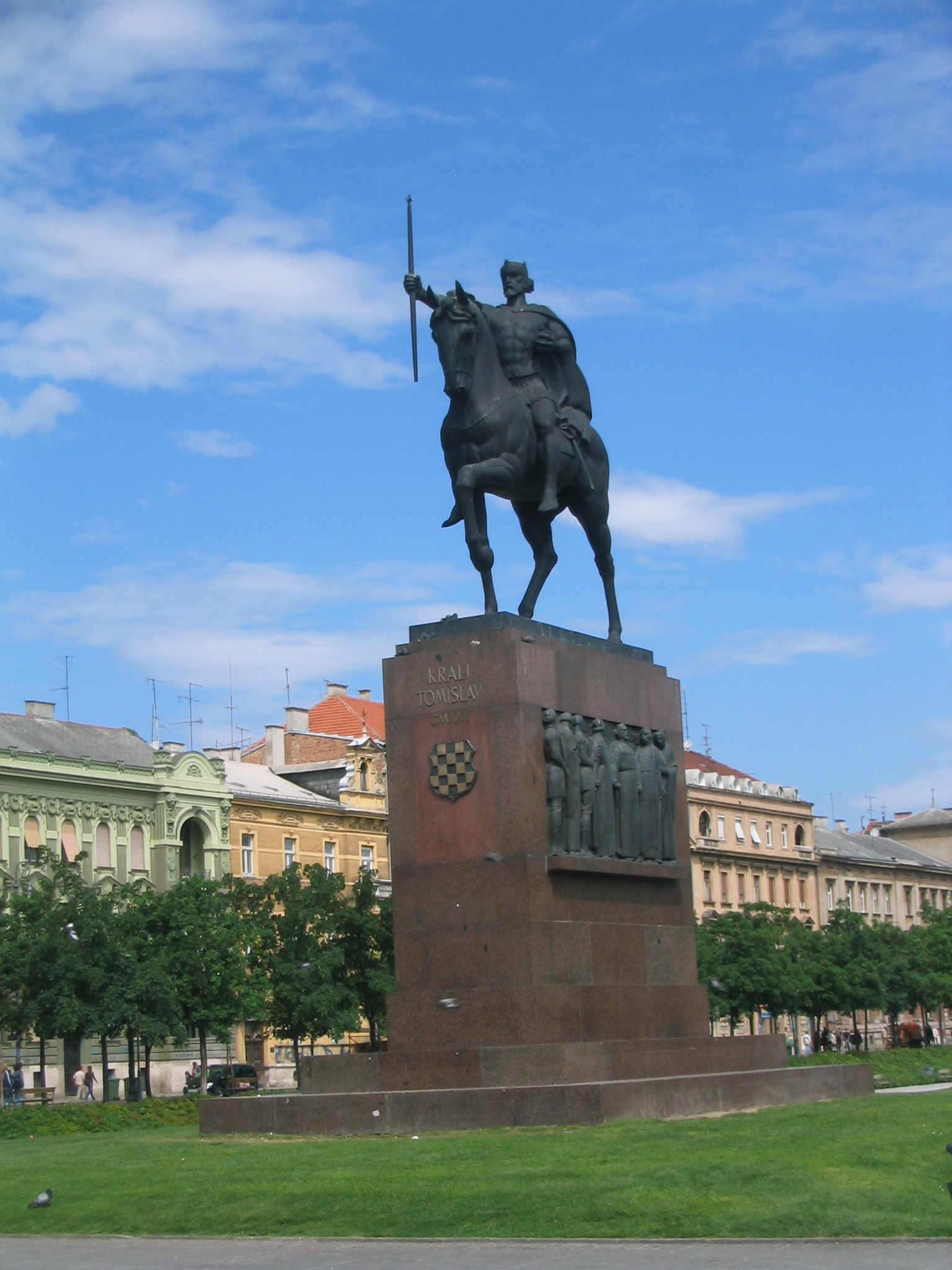
Standbeeld van Tomislav I van Kroatië in Zagreb

Tomislav I van Kroatië (? - ca. 928) was de eerste koning van Kroatië (ca. 924 – ca. 928). Hij was een telg uit de Trpimirović-dynastie.
Hij werd rond 910 hertog van Dalmatisch Kroatië. Hij verenigde de Kroatische hertogdommen Pannonië en Dalmatië. Rond 924/925 werd hij door de pauselijk legaat van Johannes X rond 924 tot koning van Kroatië gekroond in Županjac. Deze plaats werd later te zijner ere omgedoopt tot Tomislavgrad en heet nog steeds zo. Deze plaats ligt tegenwoordig in Bosnië en Herzegovina.
Tomislav breidde zijn gebied uit tot het huidige Kroatië, Slavonië, Dalmatië en het grootste deel van Bosnië en maakte van Kroatië een van de machtigste rijken van de regio.
In 928 verdween hij na een conflict met de paus en werd officieel dood verklaard. Hij werd in hetzelfde jaar opgevolgd door zijn broer Trpimir II.